# さくら果実/Sakura物語
「さくら果実/Sakura物語」（さくらかじつ/さくらものがたり）は、LinQの3rdシングル。

## 概要
3月4日付のオリコンデイリーチャートでは4位を記録。ウィークリーチャートでも15位まで上昇し、自己最高位を更新した。

## 収録曲
1. さくら果実
  - 作詞：H(eichi)／作曲・編曲：SHiNTA
  - Qtyメンバーのみの歌唱。2011年4月17日のデビュー公演から披露されていた楽曲のひとつ。
2. Sakura物語
  - 作詞：H(eichi)／作曲・編曲：SHiNTA
  - Ladyメンバーのみの歌唱。“さくら果実”のフレーズも含んで新たに制作された楽曲。
3. さくら果実（inst）
4. Sakura物語（inst）

## 参考
- CD Journal 連載『南波一海 presents ヒロインたちのうた。〜アイドル・ソングのキーパーソンを直撃！〜』（第2回）H(eichi) & SHiNTA
- TOWER RECORDS bounce 連載『LinQにQつのQuestion！』（第1回）LinQって何ですか？